# Калантэ
Калантэ (пол. Calanthe) — персонаж литературного цикла «Ведьмак» польского писателя Анджея Сапковского и двух его телеадаптаций: польской 2002 года и американской, первый сезон которой вышел на экраны в 2019 году. Королева Цинтры, мать Паветты и бабка Цириллы.

## История персонажа
У Сапковского Калантэ — жена короля Цинтры Рёгнера и мать принцессы Паветты, очень красивая и умная женщина, прозванная «Львицей из Цинтры». Она рано потеряла мужа и позже стала женой Эйста Турсеаха. Дочь, когда той исполнилось 15 лет, Калантэ против своей воли отдала в жёны Йожу из Эрленвальда, который впоследствии оказался наследным принцем Нильфгаарда. Когда нильфгаардцы вторглись в её королевство, Калантэ организовала оборону столицы. Понимая, что поражение неминуемо, она покончила с собой.
В отличие от своей матери и дочери, Калантэ не обладала магическими способностями.
В польском телесериале «Ведьмак» (2002) Калантэ сыграла Эва Вишневская. В американо-польском сериале с тем же названием, первый сезон которого вышел на экраны в 2019 году, Калантэ сыграла Джоди Мэй. Этот персонаж погибает в первой серии, «Начало конца», но снова появляется в четвёртой, «Банкеты, ублюдки и похороны», действие которой происходит раньше, и в седьмой, «Перед падением», где опять показывают его гибель. После премьеры предпринимались попытки составить примерный таймлайн первого сезона, чтобы разобраться в хронологии. Появилась фанатская версия, согласно которой Калантэ разбила армию Нильфгаарда при Хочебузе за 30 лет до падения Цинтры и выдала Паветту за Йожа за 15 лет. Создатели сериала создали свою хронологическую шкалу, согласно которой Калантэ выдала дочь замуж в 1249 году по летосчислению нордлингов, а погибла в 1264 году.

## Оценки
Образ, созданный Джоди Мэй, вызвал неоднозначную реакцию критиков — в том числе из-за несходства сериальной Калантэ с книжной. Её сочли «не особо похожей в принципе на дитя Старшей крови. Отсутствуют пепельные волосы, изящные черты лица». Критик Эндрю Клаван заявил: «Сразу же меня оттолкнул тот факт, что в этом сериале есть королева, которая сражается, как мужчина. Здесь есть пара сцен, в которых женщины сражаются на мечах. И я просто ненавижу эти сцены, потому что ни одна женщина не может сражаться на мечах. Никто из них этого не умеет». По мнению Клавана, создателям сериала стоило сделать Калантэ мужчиной. Многие поклонники «Ведьмака» восприняли этот отзыв крайне негативно.
Создатели сериала постарались подчеркнуть воинственность и энергию Калантэ. Она появляется в пиршественной зале в окровавленных доспехах, ведёт себя вызывающе. Некоторые рецензенты видят в такой трактовке образа дань феминизму, причём отданную не самым удачным с эстетической точки зрения образом. «Венценосная особа машет мечом не хуже Геральта, появляется на пиру в окровавленных доспехах, советует своей дочери после свадьбы „спать с кем хочешь“, а в важный момент сюжета прямо восклицает: „Законы писаны мужчинами, они никогда не рожали!“». «Калантэ из местной Королевы Шипов превратилась в упёртую, твердолобую, абсолютно недальновидную бой-бабу, которая заваливается в пиршественную залу прямо в измазанных кровищей доспехах». Другой критик пишет: «Из мудрой, лукавой правительницы… [Калантэ] превратилась в ходячий SJW-шаблон. Калантэ ведет себя не как монаршая особа, которая понимает, в каком мире ей приходится жить, но как бой-баба из ближайшей подворотни Бруклина. Размахивает мечом, рычит, заходит в кадр в доспехах и говорит о „кровопускании“».
Сцена самоубийства Калантэ оказалась удивительно схожей со сценой самоубийства короля Томмена в «Игре престолов». В рецензиях отмечают, что эту сцену зрителям показали слишком рано: они ещё не успели узнать персонажа получше, а потому воспринимают её гибель с полным равнодушием, а появление персонажа в других сериях уже не вызывает интереса: ведь судьба королевы уже известна.

## На монетах
Изображение Калантэ появилось на одной из коллекционных монет, отчеканенных компанией Mennica Gdańska и посвящённых сериалу «Ведьмак» от Netflix. Это монета диаметром 10 сантиметров и весом около килограмма, которая формально является платёжным средством острова Ниуэ. На ней изображена сцена помолвки Паветты и Йожа из Эрленвальда.